# スペンサー・ヘイウッド
スペンサー・ヘイウッド (Spencer Haywood, 1949年4月22日 - ) は、アフリカ系アメリカ人の元バスケットボール選手、及びオリンピック金メダリスト。ミシシッピ州シルバーシティ出身、デトロイト大学中退。身長203cm、体重102kg。
1970年代を代表するパワーフォワード。大学在学中に1968年メキシコシティーオリンピックでアメリカ代表として金メダルを獲得した後、1969年にはプロリーグABAのデンバー・ロケッツに入団し、ルーキーにしてABAの主要個人タイトルを総なめにした。NBAに移籍した後も各チームで活躍し、1983年に現役から引退。背番号『24』はシアトル・スーパーソニックスの永久欠番となっている。初めてABAからNBAに移籍した選手であり、またNBAドラフトにアーリーエントリー制の導入を促した選手としても知られる。2015年に殿堂入りを果たした。

## 生い立ちと学生時代
スペンサー・ヘイウッドはスティービー・ワンダーの歌、「Living For The City」の舞台にもなったミシシッピ州の貧困の街で、10人兄弟の中に生まれた。ヘイウッドの一家は貧しさから逃れるために都会を目指し、シカゴに移り、さらにデトロイトに転居した。パーシング高校でチームを州チャンピオンに導き、バスケットボール選手として頭角を現したヘイウッドは、コロラド州のトリニダード州立短期大学で1年間過ごし、1967-68シーズンには28.2得点22.1リバウンドをあげ、全米から注目を集める選手となった。1968年の夏にはメキシコシティーオリンピックのアメリカ代表に招集され、大会では平均16.1得点をあげてチームの主要得点源として活躍し、見事にアメリカ代表を金メダルに導くと共に、FG成功率71.9%というアメリカ代表記録を作った。オリンピック後にヘイウッドはデトロイト大学に転校。1968-69シーズンは32.1得点21.5リバウンドをあげ、NCAAのリバウンド王に輝いた。素晴らしいカレッジ選手となったヘイウッドは、もはや大学でやるべきことは無くなったとし、大学の残り2年間を残してプロの世界に入ることを決意した。

## ABA
当時NBAは大学生のNBAドラフトへのエントリーを禁止していたため、ヘイウッドはもう一つのプロリーグABAのデンバー・ロケッツと契約した。ヘイウッドのプロデビューは華々しいものだった。1969-70シーズンの成績は30.0得点19.5リバウンドで、ルーキーにして得点王とリバウンド王の二冠を達成。アメリカプロバスケ史上、ルーキーシーズンに通算2,500得点を突破したのはウィルト・チェンバレン以来2人目であり、また平均19.5リバウンドはABA歴代1位の記録となった。CBSで全米放送されたオールスターゲームでは23得点19リバウンドをあげ、オールスターMVPを獲得。当然のように新人王を受賞とすると共に、さらにシーズンMVPにも選ばれた。ヘイウッドは1年目にしてABAの主要な個人タイトルを総なめにしたことになった。ロケッツは前年を上回る51勝をあげ、プレーオフでは1回戦でワシントン・キャピトルズを破りデビジョン決勝に進むが、ロサンゼルス・スターズの前に敗退。ABAを僅か1年で去るヘイウッドにとって、優勝は取り残した最後のビッグタイトルだった。

## 訴訟とドラフト改革
輝かしいルーキーシーズンを過ごしたヘイウッドだったが、最初のシーズン終了後、NBAのシアトル・スーパーソニックスと6年150万ドルの契約を結んだ。この契約はNBAの規定に引っかかった。当時のNBAの規定では大学卒業前の選手との契約を禁止しており、そして当時21歳のヘイウッドは大学4年生扱いとなり、この契約は規定違反となったのである。NBAは契約を認めず、撤回しなければペナルティを科すとソニックスに通告してきたため、ヘイウッドは独占禁止法違反でNBAを訴えた。地方裁判所は「ヘイウッドのプレーキャリアを奪うことは不当である」としてヘイウッドの勝訴となったが、その後の控訴審では一審の判決を撤回させたため、裁判は最高裁まで争った。最高裁は一審の判決を支持、ヘイウッド側の勝訴が決まり、ヘイウッドのソニックス入団が決定した。
この裁判はNBAドラフトの規定に大きな影響を及ぼし、翌年1971年のNBAドラフトからは大学卒業前でもドラフトエントリーを認める"ハードシップ制度"が導入される。これはヘイウッドがプロでのプレイを望んだのは、裕福でなかった一家の家計を支えるためであったことから、経済的な困難を理由にNBAでのプレイを望む選手に限り、ドラフトへの早期エントリーを認めるというものだった。後にこの制限もなくなり、1976年のNBAドラフトから"アーリーエントリー制"が始まる。

## NBA

### シアトル・スーパーソニックス
裁判のためにヘイウッドのNBAデビューはシーズン終盤にずれ込み、1970-71シーズンは33試合の出場のみで、成績は20.6得点12.6リバウンドだった。また裁判沙汰を起こしたヘイウッドに対しては客席から野次が飛ぶこともあり、ある試合ではアリーナの場内アナウンサーが試合前の選手紹介で「皆さま、法廷（コート）の上に不法な選手が居ます」とヘイウッドをあからさまに侮辱した。しかしヘイウッドは周囲の度を過ぎた雑音にもめげず、本格参戦となった1971-72シーズンには26.2得点12.7リバウンドをあげ、NBAのオールスターに初出場し、オールNBA1stチームにも名を連ね、ヘイウッドがNBAでも一流選手として通用することを証明した。ソニックスでの5シーズンはリーグを代表する選手の一人として活躍し、1972-73シーズンにはNBAにおけるキャリアハイとなる29.2得点（リーグ3位）12.9リバウンドをあげ、カンザスシティ=オマハ・キングス戦ではキャリアハイとなる51得点をあげた。1967年に誕生したソニックスは未だプレーオフ出場経験がなく、ヘイウッドを獲得して以後も暫くはプレーオフを逃し続けてきたが、ヘイウッド入団5年目の1974-75シーズンは43勝39敗を記録してついにプレーオフに進出した。しかしヘイウッドはこのシーズンを最後にニューヨーク・ニックスにトレードされた。ソニックスでの5シーズンの成績は24.9得点12.1リバウンドだった。

### スーパーソニックス退団後
ニックスでは平均得点が20得点を下回ったが、ボブ・マカドゥーとのスコアリングに優れた長身フォワードコンビが注目を集め、1977-78シーズンにはニックスを3シーズンぶりのプレーオフ進出に導いている。1978-79シーズンにはニューオーリンズ・ジャズに移籍し、さらにシーズン中にはニューオーリンズ・ジャズにトレードされ、そして1979-80シーズン開幕はロサンゼルス・レイカーズで迎えた。このシーズン、レイカーズは大物ルーキーマジック・ジョンソンが入団し、マジックにカリーム・アブドゥル＝ジャバー擁したレイカーズは80年代の黄金期を迎えようとしていた。レイカーズはプレーオフを勝ち抜き、NBAファイナルを制覇。ヘイウッドのレイカーズ所属はこのシーズンのみであり、またNBA移籍以来初めて強豪チームでプレイするヘイウッドに与えられた役割は限定的なもので、成績も平均9.7得点と過去最低に終わったが、ヘイウッドはABAでやり残したファイナル制覇を初経験した。レイカーズ退団後、1980-81シーズンはイタリアでプレイしたが、1981-82シーズンにはNBAに戻り、ワシントン・ブレッツでラストシーズンを過ごし、1983年に現役から引退した。
ABA/NBA13シーズンの成績は、通算17,111得点8,675リバウンド1,541アシスト、平均20.3得点10.3リバウンド1.8アシストだった。

## プレースタイル・業績
ヘイウッドは優れた身体能力を駆使し、様々なシュートオプションを持ったスコアラーであり、強力なリバウンダーだった。高い弧を描くジャンプショット、中でも長身を利用したターンアラウンドジャンパーはヘイウッドの最も得意とした得点方法だった。殿堂入り選手のウィリス・リードは「彼はどのリーグでプレイしてもスーパースターだ」と賞賛している。またテクニカルファウルの多さでも知られた。

### 主な業績
- AP通信選出オールアメリカ1stチーム　（1969）
- ABA得点王　（1970）
- ABAリバウンド王　（1970）
- ABAオールスターゲームMVP　（1970）
- ABAオールルーキー1stチーム　（1970）
- オールABA1stチーム　（1970）
- ABA新人王　（1970）
- ABAシーズンMVP　（1970）
- NBAオールスターゲーム出場　（1972～1975）
- オールNBA1stチーム　（1972, 1973）
- オールNBA2ndチーム　（1974, 1975）
- NBAファイナル制覇　（1980）
- 背番号『24』はシアトル・スーパーソニックスの永久欠番

## 引退後
現役引退後はデトロイトで過ごし、不動産業に携わった。また自伝『The Rise, the Fall, the Recovery』を出版している。ニックス時代の1977年にモデルのイマン・アブドゥルマジドと結婚したが1987年に離婚。1990年には再婚し、3人の娘をもうけた。

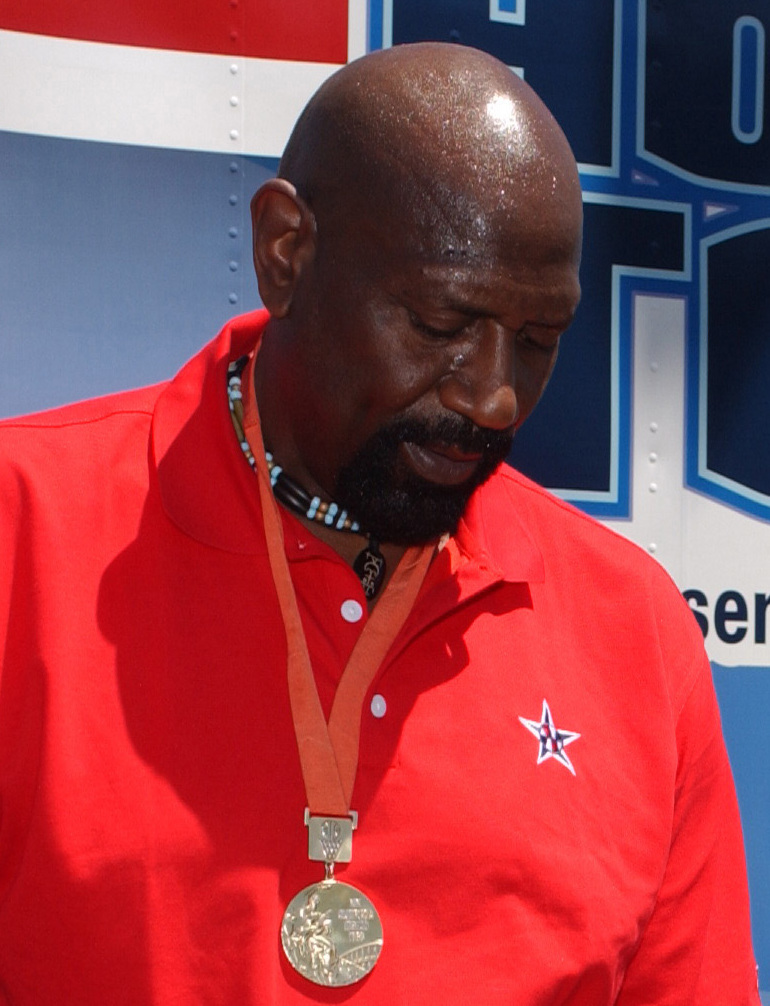
引退後のスペンサー・ヘイウッド。2006年ネリス空軍基地にて。

## ABA/NBA個人成績
| *    | リーグ1位       |
| 太字 | キャリアハイ    |
| †    | NBAチャンピオン |

### レギュラーシーズン
| Season   | Team     | GP  | GS | MPG   | FG%  | 3P%  | FT%  | RPG   | APG | SPG | BPG | PPG   |
| -------- | -------- | --- | -- | ----- | ---- | ---- | ---- | ----- | --- | --- | --- | ----- |
| 1969-70  | DNR      | 84  | –  | 45.3* | .493 | .000 | .776 | 19.5* | 2.3 | –   | –   | 30.0* |
| 1970–71  | SEA      | 33  | –  | 35.2  | .449 | –    | .734 | 12.0  | 1.5 | –   | –   | 20.6  |
| 1971–72  | SEA      | 73  | –  | 43.4  | .461 | –    | .819 | 12.7  | 2.0 | –   | –   | 26.2  |
| 1972–73  | SEA      | 77  | –  | 42.3  | .476 | –    | .839 | 12.9  | 2.5 | –   | –   | 29.2  |
| 1973–74  | SEA      | 75  | –  | 40.5  | .457 | –    | .814 | 13.4  | 3.2 | .9  | 1.4 | 23.5  |
| 1974–75  | SEA      | 68  | –  | 37.2  | .459 | –    | .811 | 9.3   | 2.0 | .8  | 1.6 | 22.4  |
| 1975–76  | NYK      | 78  | –  | 37.1  | .445 | –    | .757 | 11.3  | 1.2 | .7  | 1.0 | 19.9  |
| 1976–77  | NYK      | 31  | –  | 32.9  | .450 | –    | .832 | 9.0   | 1.6 | .5  | .9  | 16.5  |
| 1977–78  | NYK      | 67  | –  | 26.3  | .484 | –    | .711 | 6.6   | 1.9 | .6  | 1.1 | 13.7  |
| 1978–79  | NYK      | 34  | –  | 30.1  | .489 | –    | .733 | 6.1   | 1.6 | .3  | .9  | 17.8  |
| 1978–79  | NOJ      | 34  | –  | 39.4  | .497 | –    | .849 | 9.6   | 2.1 | .9  | 1.6 | 24.0  |
| 1979–80† | LAL      | 76  | –  | 20.3  | .487 | .250 | .772 | 4.6   | 1.2 | .5  | .8  | 9.7   |
| 1981–82  | WSB      | 76  | 63 | 27.4  | .476 | .000 | .842 | 5.6   | .8  | .6  | .9  | 13.3  |
| 1982–83  | WSB      | 38  | 25 | 20.4  | .401 | .000 | .724 | 4.8   | .8  | .3  | .7  | 8.2   |
| Career   | Career   | 844 | 88 | 34.8  | .469 | .053 | .796 | 10.3  | 1.8 | .6  | 1.1 | 20.3  |
| All-Star | All-Star | 5   | 4  | 27.2  | .462 | –    | .846 | 10.0  | 1.6 | .0  | 1.5 | 14.2  |

### プレーオフ
| Year   | Team   | GP | MPG   | FG%  | 3P%  | FT%    | RPG   | APG | SPG | BPG | PPG  |
| ------ | ------ | -- | ----- | ---- | ---- | ------ | ----- | --- | --- | --- | ---- |
| 1970   | DNR    | 12 | 47.3* | .511 | .200 | .831   | 19.8* | 3.3 | –   | –   | 36.7 |
| 1975   | SEA    | 9  | 37.4  | .359 | –    | .770   | 9.0   | 2.0 | .8  | 1.2 | 15.7 |
| 1978   | NYK    | 6  | 29.5  | .506 | –    | 1.000* | 7.0   | 2.0 | .3  | .8  | 16.2 |
| 1980†  | LAL    | 11 | 13.2  | .472 | .000 | .813   | 2.4   | .4  | .0  | .5  | 5.7  |
| 1982   | WSB    | 7  | 33.0  | .496 | –    | .743   | 5.6   | 1.0 | .6  | 2.0 | 20.0 |
| Career | Career | 45 | 32.4  | .479 | .167 | .806   | 9.4   | 1.8 | .4  | 1.1 | 19.6 |